# Кале (Модрище)
Вижте пояснителната страница за други значения на Кале.
Кале или Марково кале (на македонска литературна норма: Кале, Марково Кале) е крепост, съществувала през античността и средновековието, разположена над поречкото село Модрище, Северна Македония.

## Местоположение
Крепостта е разположена на километър северно от Модрище, на тесен рид 160 m над реката Треска (645 m надморска височина). Ридът има стръмни падини и е достъпен само през тясното седло от югоизток. В подножието на рида минава пътят Скопие - Брод - Кичево - Охрид, в античността Скупи - Лихнида.

## История

### Античност
В късната античност на върха е изградена крепостна стена с хоросан, която затваря пространство с размери 120 х 50 m (0,4 ha). В крепостта, в скалата са изсечени много помещения за живот, както и цистерна за дъждовна вода в югоизточния дял. Открити са монети от късния IV, V и VI век. В южното подножие на крепостта, край реката и устието на Модришката река, са разположени остатъците на по-голямо рударско селище (темели, керамика, сгур от топена желязна руда, монети от III - VI век и базилика). На югоизток има стари рудници за желязо - Мелои.

### Средновековие
Крепостта се използва и в развитото средновековие. От периода са открити парчета от български црепни и многобройни монети — бакърни скифати от XIII век (латински имитации на Мануил I Комнин (1180 - 1183) както и на Андроник II Палеолог (1282 — 1328), бронзов накит от XII - XIV век, железни произведения — ножове, върхове на стрели, спойки, инструменти и други.
На съседния Варошки рид на 200—500 m южно от крепостта е имало неукрепено селище (варош). Открити са многобройни основи на къщи и малки находки от периода. В Модрище, край църквата „Света Богородица Пречиста“ са остатъците на Модрищкия манастир от XIV век, които са частично разкопани.
Крепостта е контролирала рудниците за желязо около Модрище и в региона. Градът Модрич се развива като търговски център, с пазар, ковачници, дюкяни, но все пак остава в сянката на регионалния център Девич.